# Gare de Homewood
La gare de Homewood est une gare ferroviaire des États-Unis située à Homewood dans l'État de l'Illinois.

## Histoire
Elle est construite par l'Illinois Central Railroad et a été mise en service en 1923.

## Service des voyageurs

### Desserte
- Ligne d'Amtrak:
  - Le City of New Orleans: La Nouvelle-Orléans - Chicago
  - L'Illini / Saluki: Carbondale - Chicago
- Metra
  - Metra Electric District